# Wright R-2600
Wright R-2600 är en amerikansk stjärnmotor utvecklad och tillverkad av Curtiss-Wright Corporation. 1935 började Curtiss att utveckla en efterföljare till den nio-cylindriga Wright R-1820, resultatet blev R-2600 på 1600 hk med 14 cylindrar arrangerade i två rader. R-2600 kom att användas i en rad plan som  A-20 Havoc, B-25 Mitchell, TBF Avenger, SB2C Helldiver och PBM Mariner.